# Pterostylis venosa
Pterostylis venosa är en orkidéart som beskrevs av John William Colenso. Pterostylis venosa ingår i släktet Pterostylis och familjen orkidéer. Inga underarter finns listade i Catalogue of Life.